# Pat Kavanagh
Pat Kavanagh, född 14 mars 1979 i Ottawa, Ontario, Kanada, kanadensisk ishockeyspelare.
Kavanagh är en högerskjutande högerforward som sedan 31 januari 2007 spelar med HV71 i Elitserien, där han kommer stanna säsongen 2006/2007. Under 2006 spelade han två matcher i AHL med Portland Pirates och 22 matcher med SaiPa i den finländska FM-ligan. För SaiPa gjorde han totalt 8 poäng (3 mål och 5 målgivande passningar) samt satt utvisad i 24 minuter.
Kavanagh draftades 1997 av Philadelphia Flyers som deras andra val, 50:e totalt. I NHL har han spelat för Vancouver Canucks och Philadelphia Flyers. Totalt har han spelat 14 NHL-matcher och registrerats för två mål och fyra utvisningsminuter. För Vancouver har han även spelat tre slutspelsmatcher.
Tidigare har Kavanagh spelat flera säsonger i OHL, AHL och IHL. Sina tre säsonger i OHL representerade han Peterborough Petes och sin enda säsong i IHL spelade han för Kansas City Blades. Han har totalt spelat sex säsonger i AHL och representerat Syracuse Crunch, Manitoba Moose, Binghamton Senators, Philadelphia Phantoms och Portland Pirates. Totalt har han gjort 202 poäng (98+104) på 432 matcher och blivit utvisad 495 minuter i AHL.